# Central Park (rascacielos)
Central Park es un rascacielos de 51 plantas en Perth, Australia Occidental. El edificio tiene una altura de 226 metros desde su base en St Georges Terrace hasta su azotea, y 249 metros hasta la cima de su antena. Con su finalización en 1992, la torre se convirtió en el edificio más alto de Perth. También es actualmente el décimo sexto edificio más alto de Australia.
La aprobación de la torre fue controvertida debido a las concesiones de edificabilidad hechas por el Consejo Municipal de Perth a los promotores. Estas concesiones permitieron a los promotores construir una torre de más de dos veces la altura que podría en otro caso ser permitida en el lugar. Hubo también oposición a la decisión del Council de ignorar sus propios expertos urbanistas de la ciudad en permitir que un gran aparcamiento de coches fuera construido bajo el lugar.
El edificio está formado por una estructura compuesta de acero y hormigón, con varios retranqueos en perfil, significando que las plantas superiores son mucho menores en área que las inferiores. Las vigas estabilizadoras de la parte superior del edificio y los varios retranqueos ayudan a endurecer el núcleo de hormigón armado del edificio frente a los fuertes vientos predominantes en la zona. La base del edificio incluye un pequeño parque, del cual recibe su nombre la torre.

## Historia

### Grandes almacenes
Desde tan temprano como 1930, el lugar albergaba unos grandes almacenes Foy & Gibson, que eran conocidos localmente como Foys. El almacén se extendía todo el camino entre St Georges Terrace y Hay Street, incluía una popular cafetería y "tenía grandes zonas de escaparates con ventanas de isla más allá de la fachada de la calle".
El almacén cambió a ser unos grandes almacenes David Jones tras la adquisición de dicha cadena por Foy's Western Australian Operations. A finales de la década de 1970, David Jones se había retirado del mercado de Australia Occidental, y el lugar estuvo vacante después de décadas como un hito de St Georges Terrace.
El lugar fue adquirido posteriormente por Central Park Developments, una empresa conjunta del Superannuation Board of Western Australia, Bond Corporation y L. R. Connell and Partners, y en 1986 tenía un valor de 20 millones de dólares australianos.

### Aprobación de la planificación
Una recalificación planeada de 150 millones de dólares de la parcela de 1,5 hectáreas fue anunciada en octubre de 1985. Los planes incluían una torre de oficinas de 45 plantas, aparcamiento subterráneo, un parque ajardinado y la extensión del Hay Street Mall hacia el oeste al lado del proyecto.
La demolición en el lugar había empezado en octubre de 1986, cuando la torre planeada había sido expandida ligeramente a 47 plantas.
La aprobación de 1987 de la recalificación por el Consejo Municipal de Perth fue controvertida. El Plan de Ordenación de la Ciudad imponía un límite al número de plazas de aparcamiento en el distrito financiero para asegurar que las calles de la ciudad pudieran sostener niveles de tráfico incrementados procedentes de aparcamientos extra.
Bajo el Plan el lugar solo tenía derecho a 300 plazas de aparcamiento.
Los promotores buscaban aprobación para 1.175 plazas de aparcamiento de coches, lo que los expertos de urbanismo del Consejo habían dicho que causaría que el tráfico retrocediera a King Street esperando entrar.
El Consejo quería que los promotores consideraran construir un túnel vial desde Mounts Bay Road hasta el aparcamiento subterráneo para reducir la congestión del tráfico alrededor de la torre; sin embargo, los promotores solo estuvieron de acuerdo en considerar construir un paso subterráneo por debajo de St Georges Terrace.
La recalificación fue finalmente aprobada por el Consejo en una decisión 18–9 del 19 de octubre de 1987, después de una discusión de más de dos horas. El Consejo hizo varias concesiones para permitir a los promotores tener 1.175 plazas de aparcamiento y exceder la edificabilidad permitida. El Consejo permitió a los promotores transferir 15 plantas del valor de la edificabilidad del parque ajardinado a la esquina de las calles William y Hay, y dio bonus de 10 plantas para construir el parque y 4 plantas para el espacio público y la calidad del proyecto. Como resultado, más de la mitad de las eventuales 51 plantas de la torre vinieron de dichas concesiones. Los concejales Peter Gallagher, Les Johnston y Michael Hale argumentaron que la aprobación de la recalificación establecía un "precedente peligroso", y el ministro de Planeamiento del Estado Bob Pearce dijo que el edificio era "demasiado grande" y que el Council no debería haber garantizado las plazas de aparcamiento extra a los promotores. En el momento de la aprobación, la parcela era propiedad de AMP, el Reserve Bank of Australia y Central Park Developments (Bond-Connell Corporation). El Gobierno del Estado aprobó los planes en noviembre de 1987 y la construcción fue concedida a Multiplex.

### Construcción: 1988 to 1992
La construcción de la torre se inició en 1988, con la empresa Bruechle Gilchrist & Evans, de South Perth, como los ingenieros del proyecto.
El edificio fue construido con el método modular, donde las losas de las plantas eran prefabricadas fuera del lugar y simplemente descendidas en la malla de acero de la torre mientras la construcción progresaba. Más de 60 000 m² (650 000 ft²) de unidades de planta prefabricadas, tanto rectangulares como triangulares, fueron suministradas para su uso en Central Park, el contrato más grande concedido a una compañía australiana.
El principio de construcción modular se extendió hasta a los aseos públicos de la torre: llegaron en el lugar del edificio como módulos completamente cerrados, listos para ser fijados en su posición en cada planta y tener servicios externos conectados.
El trabajo estructural importante de Central Park concluyó con la instalación en 1992 de su antena de telecomunicaciones. Los primeros ocupantes, la empresa de contabilidad BDO Nelson Parkhill, se trasladaron a sus oficinas en mayo de 1992, seguidos por más inquilinos incluyendo Ernst & Young en diciembre de 1992. Siguiendo a la finalización estructural de la torre, el parque público fue ajardinado a principios de 1993.
La construcción de Central Park costó $186.5 millones, y tras la finalización el edificio sobrepasó a la R&I Tower (ahora BankWest Tower) como el rascacielos más alto de Perth. Era también la torre de oficinas más grande de la ciudad por superficie, título que fue arrebatado por QV.1 cuando dicho edificio abrió en 1994.

### Post-construcción
Desde su finalización, Central Park ha sido considerada como una de las torres de oficinas premium líderes. Sin embargo, en los años después de su apertura Central Park se enfrentó a un mercado de alquiler de oficinas inactivo y experimentó altas tasas de desocupación durante varios años.
La torre tiene ahora un espacio de oficinas y comercios de 66500 m² en 51 plantas ocupadas. Los principales inquilinos actuales incluyen a los mineros Rio Tinto y BHP Billiton, los bufetes de abogados Minter Ellison y King & Wood Mallesons, y el proveedor de servicio de internet Westnet. St George Bank también ocupa algún espacio en el edificio y a mediados de 2007 se instaló el logo de St George en la parte superior de la torre.
En septiembre de 1999, vientos altos durante una fuerte tormenta resultaron en el desprendimiento de algunas cúpulas en la cubierta, sobre el patio del edificio. Esto llevó a la clausura de St Georges Terrace como precaución de seguridad. El entonces dueño del edificio, la Government Employees Superannuation Board, inició por lo tanto acción legal contra la constructora del edificio, Multiplex.
Desde 2001, la torre ha sido anfitriona de una carrera anual de subida de escaleras hasta los 53 plantas de escaleras a la azotea.
En 2008 el evento recaudó 103 719 dólares australianos para la fundación contra la esclerosis múltiple MS Australia.
Central Park se ha mantenido como el edificio más alto de Perth desde su construcción. Sin embargo, se sospechaba que fuera sobrepasado en altura por el recientemente construido City Square, que se esperaba que tuviera originalmente 270 metros de altura.

## Diseño
Central Park fue la cuarta y más grande etapa en el plan de los arquitectos Forbes & Fitzhardinge para el recinto comercial circundante, que incluye el AMP Building, el edificio del Commonwealth Bank y el Wesley Centre.
El diseño de la torre cambió varias veces ya que cambió la posibilidad de diferentes concesiones de planeamiento. El edificio construido al final mide 226 metros desde St Georges Terrace hasta la azotea del ático técnico, y 249 metros hasta la cima de su antena.

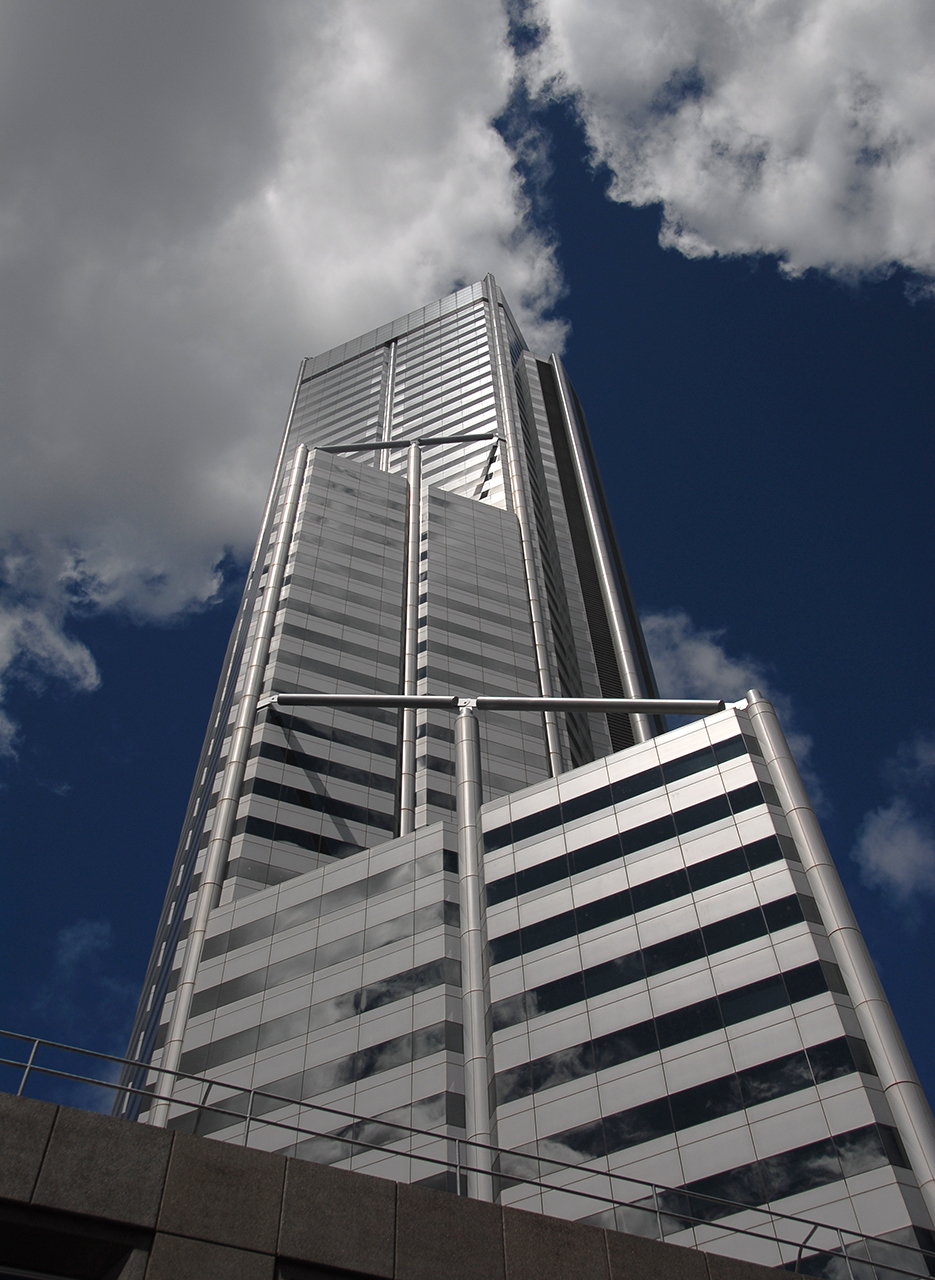
Dos de las alas laterales triangulares de la torre, vistas con los estabilizadores encima de ellos que añaden estabilidad a la estructura.

La torre tiene una estructura de acero y hormigón que incluye un núcleo de hormigón pretensado y reforzado con encofrado deslizante, que es endurecido por un celosía estabilizadora en la parte superior de la torre y de los varios retranqueos.
En el momento de su finalización, Central Park era el edificio con núcleo endurecido más alto de Australia. El método de rigidez del núcleo minimiza el balanceo del edificio en los vientos, que incluso con el endurecimiento del núcleo es de unos 30 cm en la parte superior de la torre.
El uso de un núcleo de servicio en el edificio minimizó el número de columnas internas necesitadas, con solo dos en las plantas más grandes, que maximiza el espacio usable. Las columnas de la torre, de 1200 mm de diámetro, están hechas de acero y hormigón, encerrados dentro de una encofrado permanente de tubo Spiroduct. La losas prefabricadas de las plantas son soportadas por vigas de acero tratadas contra el fuego y provistas con una acción compuesta por relleno in situ.
El perfil del edificio tiene muchos retranqueos, para proveer áreas de planta variables para satisfacer las necesidades de los diferentes inquilinos. El plano de la torre está basado en un cuadrado, con alas triangulares extendiéndose desde lados opuestos. El edificio se orientó para hacer el mejor uso de la relativamente estrecha fachada hacia St Georges Terrace. La torre está revestida con muro cortina de aluminio y cristal. El edificio tiene 5.000 paneles de cristal, los cuales son lavados dos veces por año. Debido a altos vientos, puede tardarse hasta 3 meses en completar un circuito de lavado de ventanas del edificio. Para limpiar las caras exteriores del edificio, los limpiadores de ventanas tienen que moverse verticalmente más de 10 km.
Central Park fue señalado después de su apertura por ser tecnológicamente avanzado, con "aire acondicionado completamente computerizado", que usa datos de más de 1.400 sensores en cada planta para regular temperaturas de una manera eficiente energéticamente. Desde sus plantas superiores hay vistas a Kings Park y el Océano Índico. Sin embargo, no se permite a los miembros del público observar desde el edificio excepto en días designados.
El podio del edificio está revestido con piedra para complementar las cercanos fachadas urbanas, y el vestíbulo está decorado con murales del artista Brian McKay en 223 m² de paneles de aluminio. Además de los 64 000 m² de espacio de oficinas, 3000 m² de espacio comercial y 1030 plazas de aparcamiento subterráneo en el proyecto, el lugar también incluye un parque ajardinado de 5000 m², que conduce hacia el pretendido punto focal del proyecto, la restaurada Wesley Church en el lado opuesto de Hay Street. Los arquitectos pretendieron que el parque actuara como un "espacio de respiración en la dura linealidad del Hay Street Mall". El parque contiene zonas de asientos hundidas y áreas con césped elevadas, así como una fuente como pieza central. También hay una fuente y gran plaza que provee un paso peatonal a St Georges Terrace. Ha sido descrito de diversas maneras como "magnífico", "una de las pocas bandas verdes de la ciudad fuera de la zona de césped en la playa del río", los "pulmones verdes de la ciudad",
y "un parque de césped del tamaño de un patio trasero".

## Galería

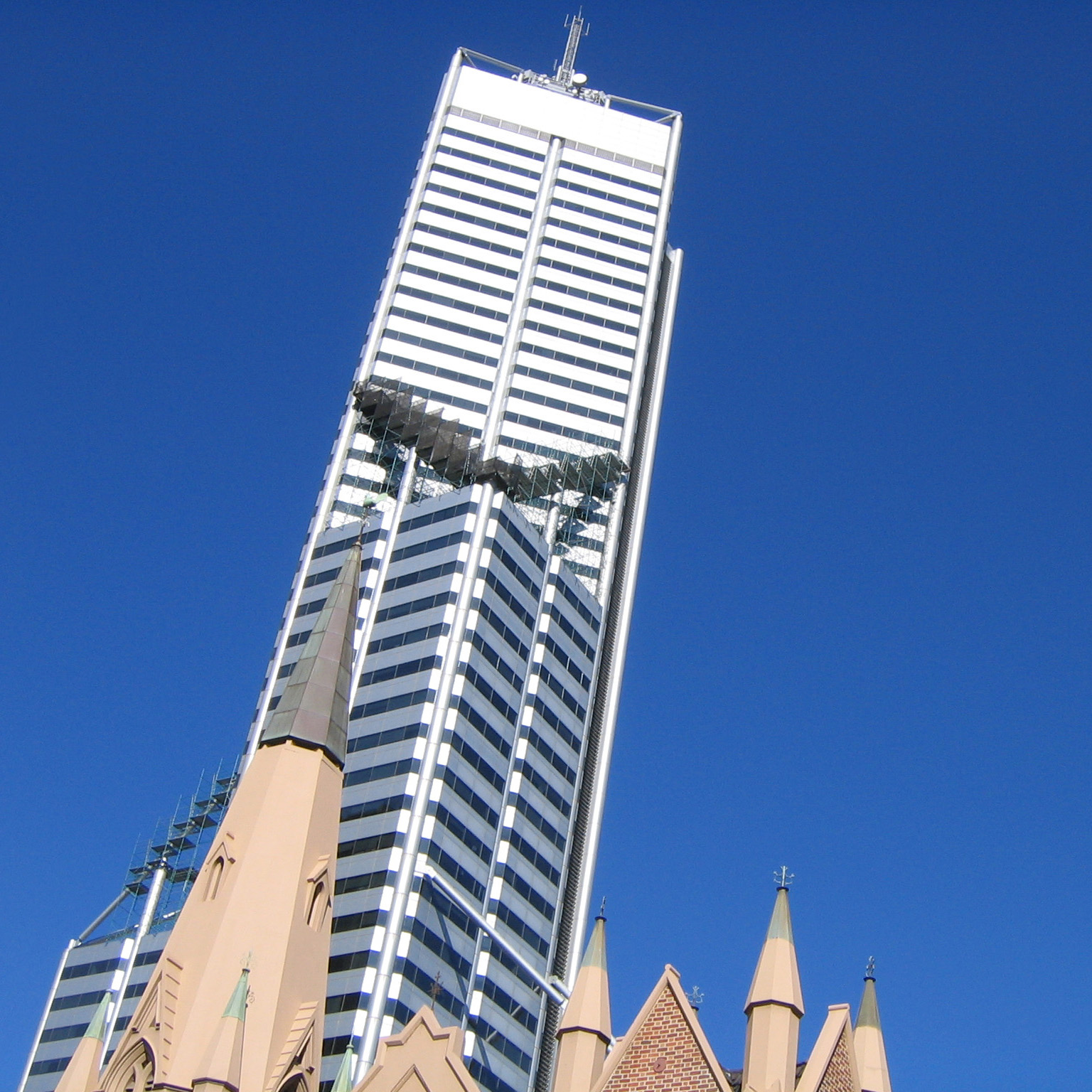
El edificio visto detrás de los chapiteles de la Wesley Church
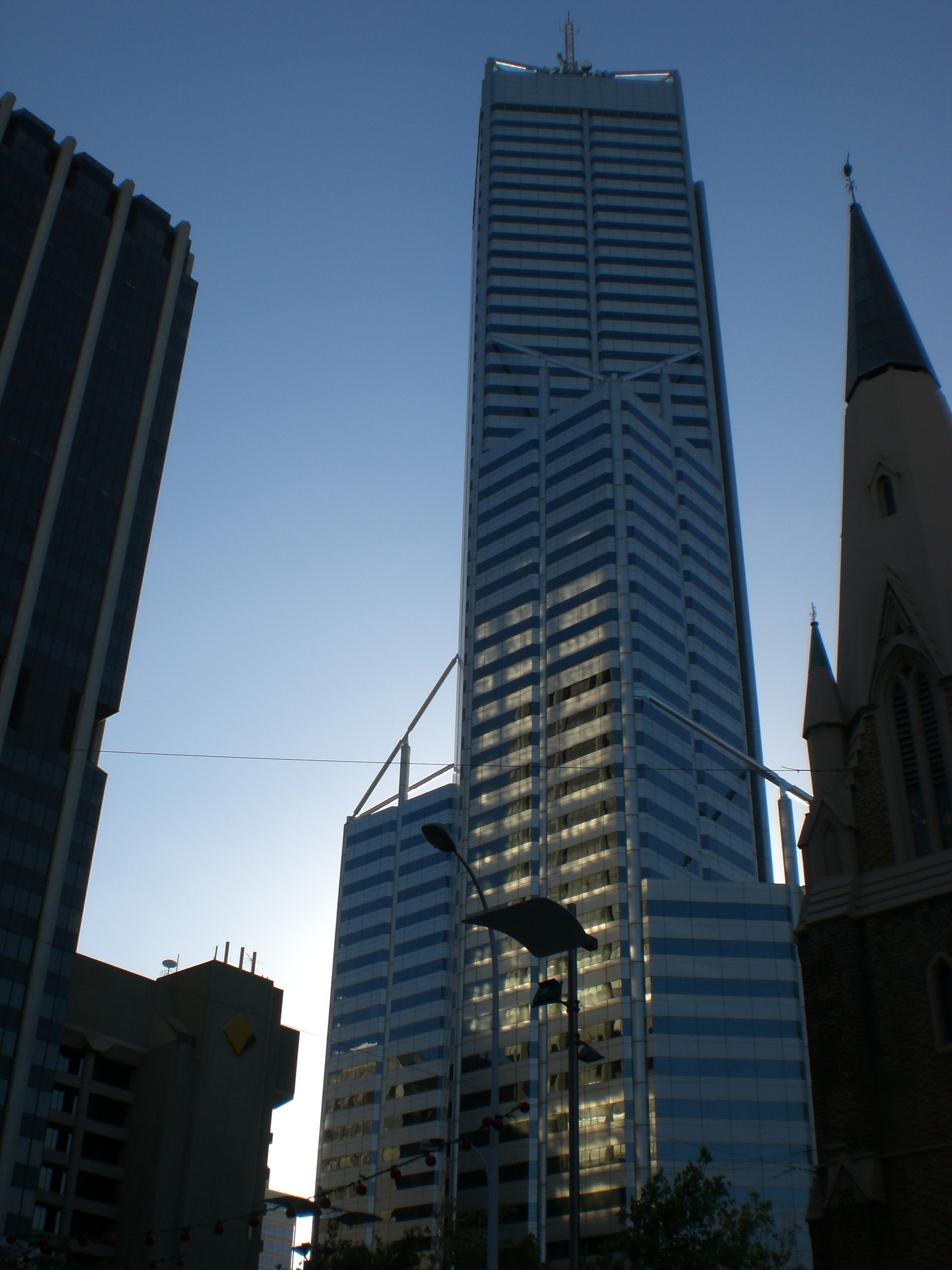
El edificio visto al atardecer
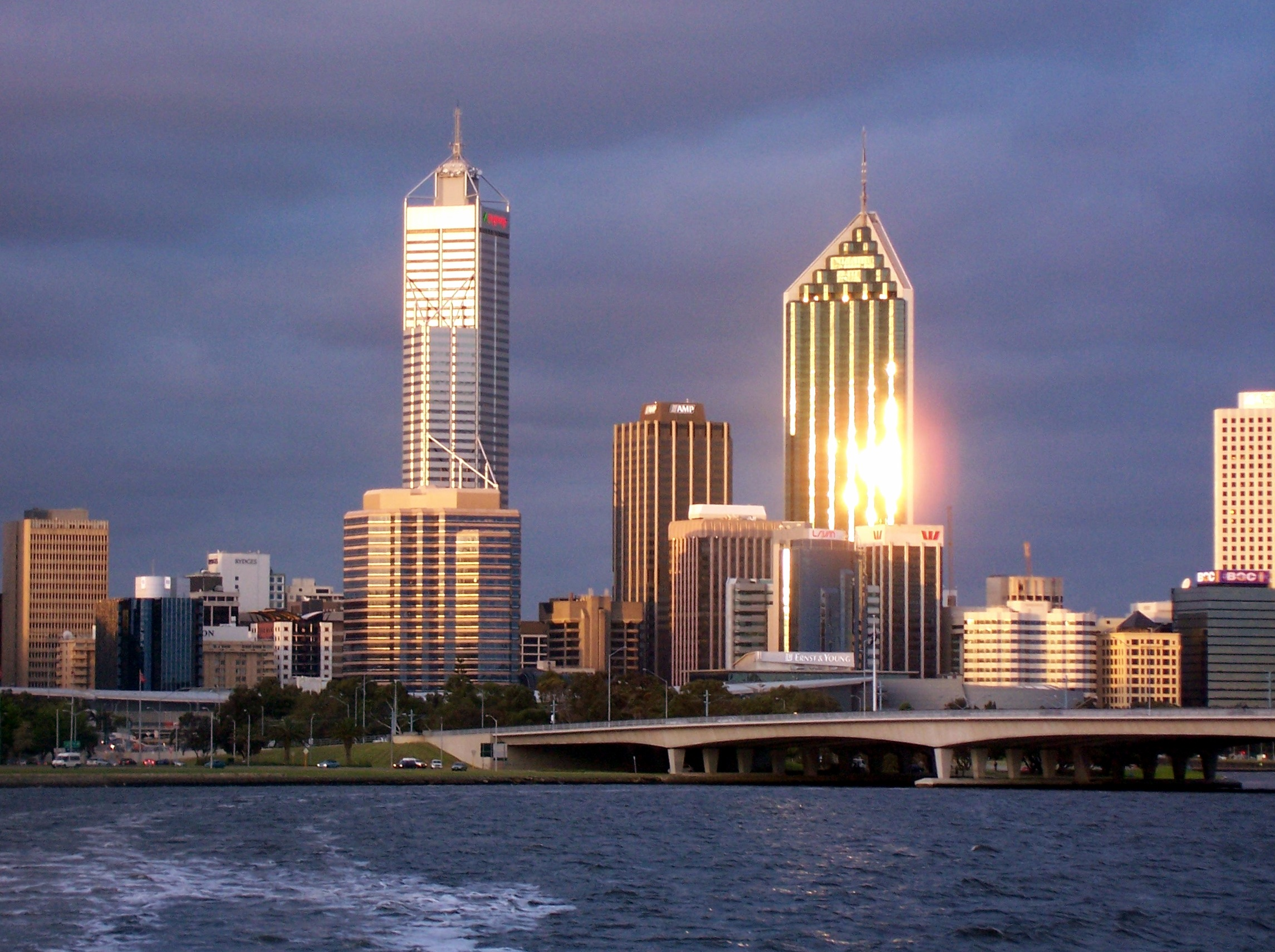
Central Park en la puesta del sol, junto a la BankWest Tower y el edificio AMP